# Sergej Kendus
Sergej Kendus (Kazakistan, 1995) è un giocatore di football americano kazako naturalizzato tedesco che gioca come runningback per i Rhein Fire.